# The Foxes of Harrow
The Foxes of Harrow (br Débil É a Carne) é um filme norte-americano de 1947, do gênero drama, dirigido por John M. Stahl e estrelado por Rex Harrison e Maureen O'Hara.

## Sinopse
Nova Orleans, década de 1820. Stephen Fox, bastardo e vagabundo irlandês, ganha terras em um jogo de cartas e torna-se membro da sociedade local. Seu desejo é fundar uma dinastia, tal como as existentes na Irlanda. Casa-se com a bela Odalie D'Arceneaux, mas a humilha ao cortejar outras mulheres. Quando os ventos trazem o colapso para o Sul, Stephen perde tudo, mas Odalie permanece a seu lado, apesar da tentação de deixá-lo. Acabam encontrando forças um no outro, para vencer as adversidades...

## Principais premiações
| Patrocinador                                  | Prêmio | Categoria                               | Situação |
| --------------------------------------------- | ------ | --------------------------------------- | -------- |
| Academia de Artes e Ciências Cinematográficas | Oscar  | Melhor Direção de Arte (preto e branco) | Indicado |

## Elenco
| Ator/Atriz      | Personagem                 |
| --------------- | -------------------------- |
| Rex Harrison    | Stephen Fox                |
| Maureen O'Hara  | Odalie 'Lilli' D'Arceneaux |
| Richard Haydn   | Andre LeBlanc              |
| Vanessa Brown   | Aurore D'Arceneaux         |
| Victor McLaglen | Capitão Mike Farrell       |
| Patricia Medina | Desirée                    |
| Gene Lockhart   | Visconde Henri D'Arceneaux |
| Charles Irwin   | Sean Fox                   |
| Hugo Haas       | Otto Ludenbach             |
| Dennis Hoey     | Mestre de Harrow           |
| Roy Roberts     | Tom Warren                 |